# 史考特·韋斯特費德
史考特·韋斯特費德（Scott Westerfeld，1963年5月5日—），美國作家。

## 生平
史考特·韋斯特費德出生於達拉斯。1985年，畢業瓦薩學院哲學系。
2010年，史考特·韋斯特費德以《利維坦》（Leviathan）系列獲得軌跡獎（Locus Award）最佳青少年小說。

## 作品
- 《醜人兒》（Uglies）系列
- 《感染宿主》（Peeps）
- 《末日》（The Last Days）
- 《我是時尚獵人》（So Yesterday）
- 《午夜者》（Midnighters）三部曲
- 《重生世界》

## 外部資料
- 官方网站
- Blog（页面存档备份，存于）
- Interview（页面存档备份，存于） at SFFWorld.com
- Westerboard[] fan site
- Westerfeld Forums fan site
- Interview excerpts（页面存档备份，存于） from Locus May 2006
- Novel synopses, cover art, and reviews at Fantasy Literature（页面存档备份，存于）
- 網路推理小說資料庫上的史考特·韋斯特費德
- Scott Westerfeld在国会图书馆管理局的纪录，有33条目录纪录